# Eugenia ovigera
Eugenia ovigera là một loài thực vật có hoa trong Họ Đào kim nương. Loài này được (Brongn. & Gris) A.J.Scott miêu tả khoa học đầu tiên năm 1980.